# Amor de Corôa - (1986)
Amor de Corôa, foi o segundo álbum de estúdio da dupla brasileira "Divisor & Consciente" de música sertaneja, este álbum foi lançado no ano de 1986  .

## Faixas
1. Amor De Corôa - ( Noel Fernandes/Alencar Dos Santos )
2. Anun No Fio - ( Romero/Divisor )
3. Eita Trem Gostoso - ( Noel Fernandes/Serafim Costa Almeida )
4. Franqueza - ( Bambuzinho/Rivail/Batista )
5. Quilômetro 109 - ( Noel Fernandes/Sebastião Victor )
6. Chuchu Da Minha Marmita - ( Romero )
7. Aprontando Regaço - ( Alvair/Zezito )
8. Torrão Mineiro - ( Noel Fernandes/Divisor )
9. Vou Gastar O Castelo - ( Noel Fernandes/Consciente )
10. Eixo Velho - ( Noel Fernandes )
11. Dose Pra Leão - ( Consciente/Idelcio/Cirilio )
12. Fogo Queimando Fogo - ( Divisor/Consciente/José Luiz )